# Stuart Mária (opera)
A Stuart Mária (olaszul: Maria Stuarda) Gaetano Donizetti háromfelvonásos operája (opera seria). A szövegkönyvet Giuseppe Bardari írta Friedrich Schiller azonos című műve alapján, amelyet Andrea Maffei fordított le. A művet 1835. december 30-án mutatták be először a milánói Scalában. A mű első változatát Buondelmonte címmel, Pietro Salatino szövegkönyvére átdolgozva 1834. október 18-án mutatták be a nápolyi Teatro di San Carlóban. Hazai színpadi bemutatója 2025. május 10-én volt a Magyar Állami Operaházban.

## A mű keletkezésének története
1834-ben Donizetti Schiller drámája alapján Stuart Máriáról készült operát írni. Bardari július közepére lett készen a librettóval. A művet azonban nem sikerült bemutatni. Mivel az egyik próbán a két főszereplő énekesnő összeverekedett, kirendelték a cenzorokat, akik jelentős módosításokat követeltek a darabban. A korabeli feljegyzések úgy tartják, hogy a királyné részt vett az egyik főpróbán és elájult annál a jelenetnél, amikor Stuart Máriát elviszik kivégezni. A király állítólag ennek hatására tiltotta be a mű előadását. Az eredeti indok azonban ismeretlen, valóban a király tiltotta be személyesen a darab előadását, de döntését nem indokolta. Tény azonban, hogy a királyné, Stuart Mária leszármazottja volt és a katolikus Stuart Máriát mártírként tisztelték a szintén katolikus Két Szicília Királyságában.
A nápolyi színházak ebben az időszakban kritikus helyzetben voltak. Az egyre nyomasztóbb udvari befolyás miatt az impresszárió távozott és ezáltal a színházak közönsége is jelentősen megcsappant. Mivel az udvar tudta, hogy Donizetti hatalmas népszerűségnek örvend, megpróbálták rávenni, hogy adaptálja a Stuart Mária zenéjét egy másik szövegkönyvhöz. Egy lehetséges változat lett volna Jane Grey életének feldolgozása, hiszen ez esetben a kosztümöket is megőrizhették volna, sőt a kritizált fejvesztési jelenet is maradhatott volna. Végül egy, a guelfek és ghibellinek között zajló viszály feldolgozása nyerte el a cenzorok tetszését. A Buondelmonte librettóját Pietro Salatino írta meg. Az új művet 1834. október 18-án mutatták be. Ez volt  az egyetlen színrevitele, ugyanis Donizetti minden áron meg akarta menteni az eredeti Stuart Máriát.
1835-ben a milánói Scalával kötött szerződést. A Stuart Mária próbáit december 3-án kezdték el. A kimerítő próbák valamint apjának halálhíre december 9-én olyannyira depresszióba ejtette, hogy képtelen volt részt venni apjának temetésén a mindössze harminc kilométerre fekvő Bergamóban. A Stuart Mária bemutatója december 30-án katasztrofálisra sikerült, éppen Maria Malibran miatt, aki nagyon is óhajtotta a főszerepet, de éppen aznap nem tudott megfelelően énekelni. Mindössze hat előadás után az előadás lekerült műsorról. Ez egyben azt is jelentette, hogy Donizetti nem számíthatott a továbbiakban évadnyitó előadásokra a Scalában.

## Szereplők
| Szereplő                                          | Hangfekvés   | Az ősbemutató szereposztása |
| ------------------------------------------------- | ------------ | --------------------------- |
| Stuart Mária, Skócia királynője                   | szoprán      | Maria Malibran              |
| Erzsébet, Anglia királynője                       | szoprán      | Giacinta Toso               |
| Anna Kennedy, Mária társalkodónője                | mezzoszoprán | Teresa Moja                 |
| Robert Dudley, Leicester grófja                   | tenor        | Domenico Reina              |
| William Cecil (Guglielmo Cecil                    | bariton      | Pietro Novelli              |
| George Talbot (Giorgio Talbot), Shrewsbury grófja | basszus      | Ignazio Marini              |
| Egy hírnök                                        | tenor        |                             |

## Cselekménye
- Helyszín: Anglia (Westminster-palota), Fotheringhay-kastély
- Idő: 16. század második fele

### Első felvonás
A Westminster-palotában a királynő és Anjou Lajos eljegyzésének bejelentését várják, amivel a két régi ellenfél, Anglia és Franciaország trónja végre egyesülhetne. Ám Erzsébet a döntés elhalasztásáról számol be, aminek egyik oka, hogy még mindig szerelmes Robertóba, Leicester grófjába. Tanácstalanságát fokozza, hogy hamarosan döntenie kell a fogságban tartott skót királynő, Mária sorsáról is. Tart ugyanis Mária és párthívei befolyásától, hogy kivégeztetésével tovább növelné Anglia ellenfeleinek táborát, ezért egyre halogatja a döntést. Ingadozását látva Talbot kegyelmet kér Mária számára, míg tanácsadója, Lord Cecil a halálos ítélet elrendelését sürgeti. Erzsébet Leicestert hívatja. Amikor megérkezik, egy aranygyűrűt ad át neki és követként Franciaországba küldi Lajoshoz. A gyűrű házassági szándékának jele, bár még nem végleges válasza. Látván egykori szerelmese közönyét házassági szándéka bejelentéséről, sértetten és haragosan elvonul. Talbot ekkor félrehívja Leicester grófot és egy levelet és Máriát ábrázoló miniatűrt nyújt át számára. Mint mondja, Máriánál járt nemrég, s akkor kérte meg az asszony ezek Leicesterhez történő eljuttatására. Leicester forró szerelemmel beszél Máriáról. E hangulatában találja őt a visszatérő királynő. Leicester nem titkolja érzéseit és rábeszéli Erzsébetet egy Máriával való négyszemközti találkozásra. A királynő nehezen bár, de enged a kérésnek.

### Második felvonás
A Fotheringhay-kastélyban Mária és társalkodónője, Anna élvezik a parkban engedélyezett séta váratlan lehetőségét. Gyermekkora franciaországi emlékeire gondol és arra, hogy lemond a skót trónról, ha visszatérhet Franciaországba. Leicester keresi fel. A férfi, miközben biztosítja szerelméről, arra kéri, alázkodjon meg Erzsébet előtt. Amikor Erzsébet és Mária találkoznak, Mária valóban alázatosan viselkedik és térdet hajtva, kegyelmet kér Erzsébettől. A királynő azonban mind becsmérlőbb szavakat használ, erre Mária is elveszti türelmét, és gyáva fattyúnak minősíti Erzsébetet, aki nem méltó Anglia trónjára. A királynő az őrséget hívja és visszaviteti Máriát börtönébe.

### Harmadik felvonás
Mária halálos ítéletéről már csak a királynő kézjegye hiányzik. Leicester keresi föl, hogy még egyszer megkíséreljen kegyelmet kérni szerelmese számára. Ez annyira felbőszíti Erzsébetet, hogy azonnal aláírja a halálos ítéletet. Máriának Lord Cecil hozza meg a hírt közeli kivégzéséről. Az asszony rezignáltán veszi tudomásul a döntést. Elmondja, második férje, Lord Henry Dudley, és titkára, Rizzio megölt árnyai kísértik, mintha csak bűnösségére célozva hívogatnák maguk közé a túlvilágra. Leicester jön el egy utolsó búcsúra hozzá. Majd híveivel együtt Istenhez fordul, és imában kér feloldozást bűnei alól. Kintről ágyúlövések hallatszanak. A harmadik lövés eldördülése után megérkezik a fegyveres kíséret, amely a vesztőhelyre vezeti Máriát.